# Campagne navale almohade contre Byzance
 (janvier 2025).
 (janvier 2025).
La mise en forme du texte ne suit pas les recommandations de Wikipédia : il faut le « wikifier ».
Les points d'amélioration suivants sont les cas les plus fréquents :
- Les titres sont pré-formatés par le logiciel. Ils ne sont ni en capitales, ni en gras.
- Le texte ne doit pas être écrit en capitales (les noms de famille non plus), ni en gras, ni en italique, ni en « petit »…
- Le gras n'est utilisé que pour surligner le titre de l'article dans l'introduction, une seule fois.
- L'italique est rarement utilisé : mots en langue étrangère, titres d'œuvres, noms de bateaux, etc.
- Les citations ne sont pas en italique mais en corps de texte normal. Elles sont entourées par des guillemets français : « et ».
- Les listes à puces sont à éviter, des paragraphes rédigés étant largement préférés. Les tableaux sont à réserver à la présentation de données structurées (résultats, etc.).
- Les appels de note de bas de page (petits chiffres en exposant, introduits par l'outil «  Source ») sont à placer entre la fin de phrase et le point final[comme ça].
- Les liens internes (vers d'autres articles de Wikipédia) sont à choisir avec parcimonie. Créez des liens vers des articles approfondissant le sujet. Les termes génériques sans rapport avec le sujet sont à éviter, ainsi que les répétitions de liens vers un même terme.
- Les liens externes sont à placer uniquement dans une section « Liens externes », à la fin de l'article. Ces liens sont à choisir avec parcimonie suivant les règles définies. Si un lien sert de source à l'article, son insertion dans le texte est à faire par les notes de bas de page.
- La présentation des références doit suivre les conventions bibliographiques. Il est recommandé d'utiliser les modèles {{Ouvrage}}, {{Chapitre}}, {{Article}}, {{Lien web}} et/ou {{Bibliographie}}. Le mode d'édition visuel peut mettre en forme automatiquement les références.
- Insérer une infobox (cadre d'informations à droite) n'est pas obligatoire pour parachever la mise en page.

Pour une aide détaillée, merci de consulter Aide:Wikification.
Si vous pensez que ces points ont été résolus, vous pouvez retirer ce bandeau et améliorer la mise en forme d'un autre article.
 (avril 2025).
Troisième croisade
La campagne navale almohade contre Byzance est une opération militaire et navale lancée par le califat almohade en 1190, durant le règne de Abu Yusuf Yaqub al-Mansur. L'objectif de cette campagne était d'étendre l'influence almohade en Méditerranée orientale et de capturer la capitale byzantine, Constantinople.

## Contexte
Au XIIe siècle, le califat almohade était à l'apogée de son pouvoir, contrôlant l'Afrique du Nord et une partie de al-Andalus. Sous le règne de Yaqub al-Mansur, les Almohades cherchaient à rivaliser avec les puissances chrétiennes, non seulement en Occident, mais aussi en Orient,.
La campagne contre Byzance s'inscrivait également dans un cadre de coopération avec le Sultanat ayyoubide dirigé par Saladin, dans le but d'affaiblir les forces chrétiennes lors de la Troisième croisade,.

## La campagne

### Rassemblement de la flotte de la flotte
Les Almohades ont rassemblé une flotte massive de plus de 1 000 navires, avec des soldats recrutés dans des villes telles que Marrakech. Cette flotte a navigué à travers la Méditerranée, attaquant des bastions chrétiens et menant des raids sur plusieurs îles grecques.

### Raids sur les îles grecques
La flotte almohade a mené des raids sur plusieurs îles, notamment Ios, où des traces de pillage étaient encore visibles au XVIe siècle, selon l'amiral ottoman Piri Reis dans son Kitab-ı Bahriye.
Les Almohades ont également attaqué l'île de Lesbos (appelée alors "Moria") et l'ont utilisée comme base pour passer l'hiver, laissant une empreinte durable sur la région.  

## Conséquences
Malgré les pillages réussis d'Ios et de Lesbos, les défis logistiques et les solides défenses de Constantinople ont empêché les Almohades d'atteindre leur objectif final. La campagne s'est terminée sans prise de Constantinople, mais elle a marqué une étape importante dans les ambitions maritimes du califat almohade.  